# Codex Tischendorfianus III
Pour les articles homonymes, voir Codex Tischendorfianus.
- Papyrus
- Onciale
- Minuscules
- Lectionnaire

Le Codex Tischendorfianus III, portant le numéro de référence Λ ou 039 (Gregory-Aland), est un manuscrit de vélin en écriture grecque onciale. 

## Description
Il contient les textes complets de l'Évangile selon Luc et de l'Évangile selon Jean.  
Le codex se compose de 157 folios. Il est écrit en deux colonnes, dont 25 lignes par colonne. Les dimensions du manuscrit sont 21 x 16,5 cm,. Les lettres sont caractérisées par le Slave uncials.
Il a esprits et accents; aucun signe interrogatif. Il a des erreurs iota ascript, sans des erreurs iota subscrit.
Les paléographes datent ce manuscrit du IXe siècle (ou VIIIe siècle). 
Texte
Le texte du codex représenté type byzantin. Kurt Aland le classe en Catégorie V. 
Le manuscrit a été apporté par Constantin von Tischendorf en 1853.
Il est conservé à la Bodleian Library (Auctarium T. infr 1.128) à Oxford,.